# Contea di Isabella
La contea di Isabella, in inglese Isabella County, è una contea dello Stato del Michigan, negli Stati Uniti. La popolazione al censimento del 2000 era di 63 351 abitanti. Il capoluogo di contea è Mt. Pleasant. È famosa soprattutto per la trasmissione "L'incredibile Dr. Pol".